# Bairro Grandella

O Bairro Grandela é um bairro operário da primeira década do século XX, mandado construir por Francisco de Almeida Grandella para alojar as famílias dos empregados dos Armazéns Grandella, de que era proprietário, situando-se o bairro na freguesia de São Domingos de Benfica, no município de Lisboa.
O bairro tem uma frente superior a 80m, virada para a Estrada de Benfica, com duas fachadas em forma de pórticos neoclássicos que rematam dois quarteirões com cerca de 90m de profundidade.[carece de fontes?]
A organização do bairro traduzia a posição dos moradores nas empresas, sendo as casas com entrada pelas ruas exteriores do bairro destinadas aos empregados das categorias mais baixas e as com acesso a partir da rua central destinadas aos das categorias mais elevadas.
O conjunto arquitetónico, embora tendo sofrido ao longo do tempo alguma descaracterização em relação ao projecto inicial, foi classificado em 1984 como Imóvel de Interesse Público.
Na antiga escola do bairro está instalada uma das seções da Biblioteca-Museu República e Resistência da Câmara Municipal de Lisboa.